# Павлов, Виталий Алексеевич
Виталий Алексеевич Павлов (10 сентября 1927 — 30 ноября 2013) — советский железнодорожник, Герой Социалистического Труда.

## Биография
Родился 10 сентября 1927 года в деревне Антипино Дорогобужского уезда. Окончил семь классов школы. В 1944—1954 годах проходил службу в Советской Армии. После демобилизации работал водителем автопогрузчика на Пермском машиностроительном заводе. В январе 1955 года перешёл на работу на железную дорогу, был учеником сцепщика, сцепщиком вагонов, составителем поездов станции Пермь-II Свердловской железной дороги.
Указом Президиума Верховного Совета СССР от 4 мая 1971 года за «выдающиеся успехи в выполнении заданий пятилетнего плана перевозок и повышения эффективности использования технических средств железнодорожного транспорта» Виталию Алексеевичу Павлову присвоено звание Героя Социалистического Труда с вручением ордена Ленина и золотой медали «Серп и Молот».
После выхода на пенсию проживал в Перми.

## Награды
- Медаль «Серп и Молот» (4.05.1971)
- Орден Ленина (4.05.1971)
- Орден «Знак Почёта» (4.08.1966)
- Золотая медаль ВДНХ (1978)